# Тюо-ку (Сайтама)
Тюо-ку (Сайтама) (яп. 中央区, Тю:о:-ку, англ. Chūō-ku, Saitama) «Центральный район» — это один из 10-и районов города Сайтамы, центра префектуры Сайтама. Город Сайтама входит в агломерацию Большого Токио. 
Несмотря на название - это не административный и не торговый район. Ими являются Урава-ку и Омия-ку соответственно.

## История
- 15 июля 1958 года  был определён город Йоно-Си.
- 1 мая 2001 года, в результате слияния городов Урава-Си, Омия-Си и Йоно-Си образуется город Сайтама-Си.
- 1 апреля  2003 года после следующей реорганизации, определяется город Сайтама и его западная часть становится районом Тюо-ку, который примерно совпадает со старым городом Йоно-Си.

## География

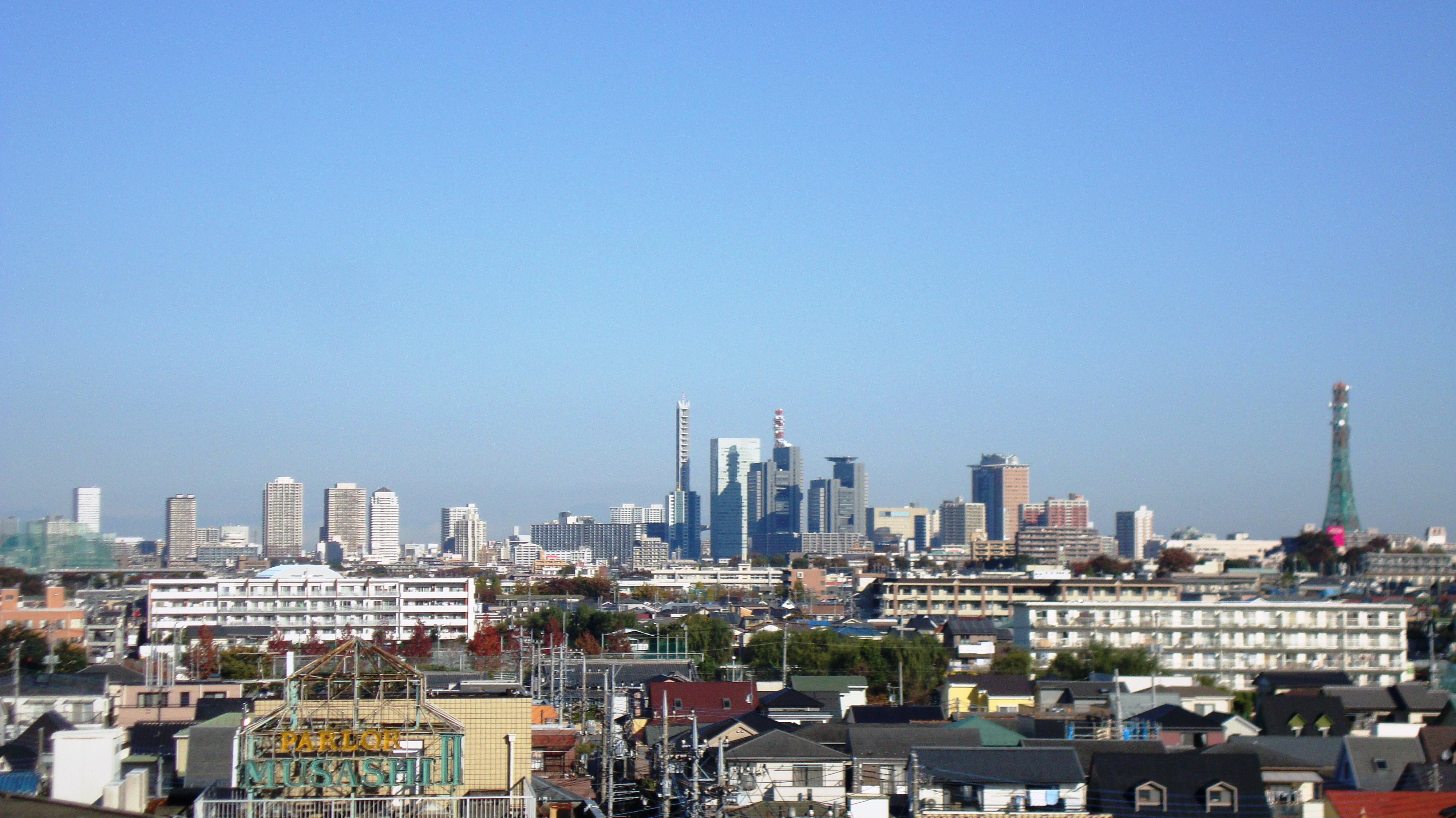
Пейзаж восточной части Тюо-ку (взят со станции Накаурава)

Тюо-ку расположен к западу от центра города Сайтама, столицы префектуры Сайтама. Тюо-ку имеет форму клина с южным концом. Имея размеры примерно 5,5 км в направлении север-юг и примерно 3,5 км в направлении восток-запад, он имеет площадь 8,39 км². Район, как и весь город, находится на равнине Канто.

### Рельеф
Наибольшая высота местности 16,6 м над уровнем моря, а в самая низкая точка 4,7 м. Многие реки в районе и вокруг него текут с севера на юг и создают полосатый узор. С востока до плато, а затем низменности-плато-низменности.
Самым восточным из них является Урава Омия на плато Омия (плато Кита Адачи). С западной стороны образуется низменность Конума шириной около 500 м, образованная вокруг реки Конума (река Киришики ) (равнина Танибота ). На западной стороне находится устье Йоно плато Омия (Северное плато Адачи), а самая западная часть района - это низменность Аракава, образованная вдоль реки Аракава , которая течет к западу от района.
Реки и водные пути: река Конума (река Кирисики ), водный путь Таканума

## Культура и спорт

### Символ района
В 2011 году комитетом по развитию цветов были выбраны розы. Тюо-ку (Сайтама) - город роз.
В 2021 году предложен был проект для дальнейшего выращивания роз в сотрудничестве с государственным и частным секторами с целью дальнейшей популяризации «Розового города Тюо-ку».

### Йоно парк (与野公園)

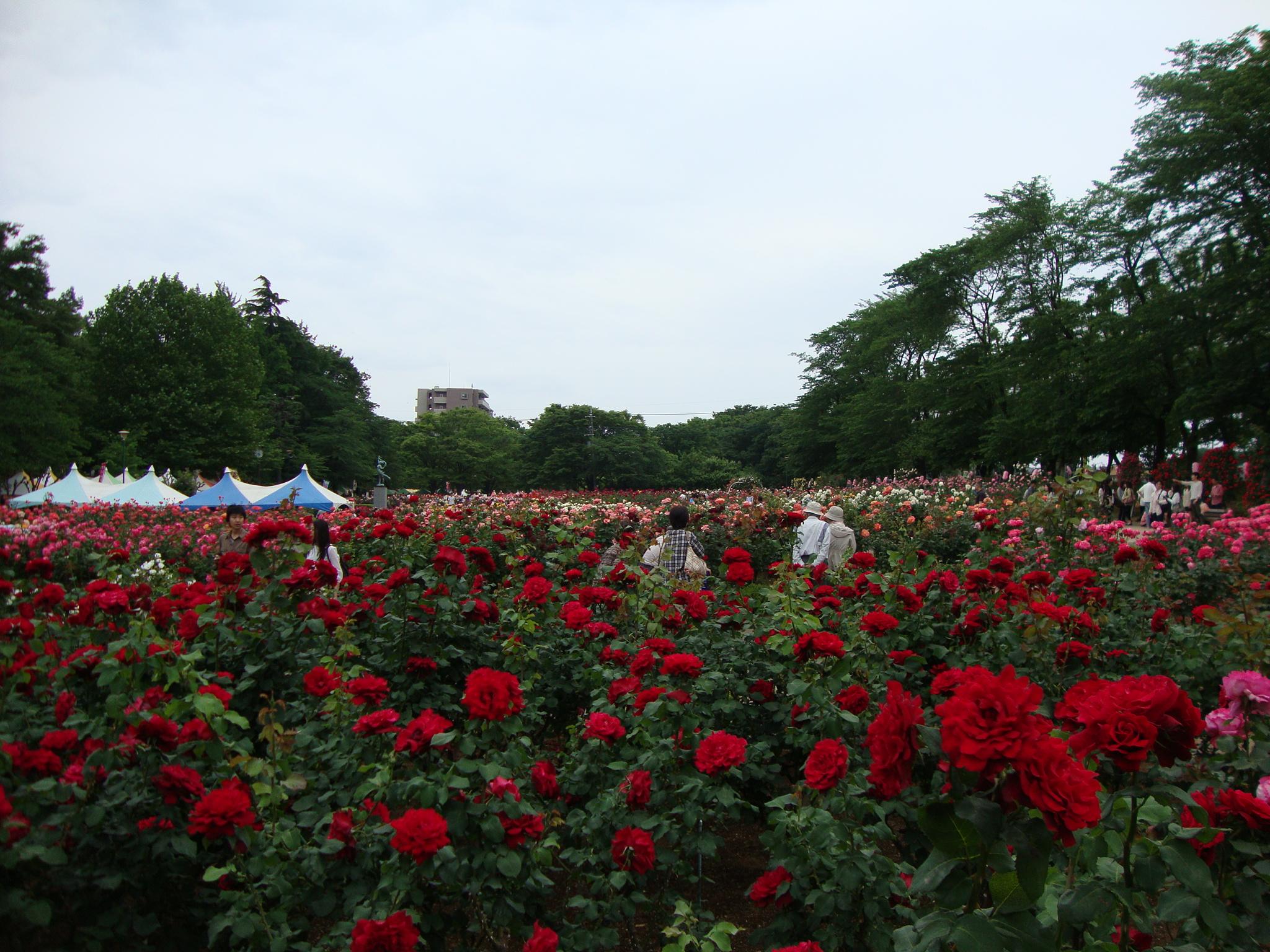
Розарий в парке Йоно

Парк Ёно, который славится своими розами, был открыт в 10-м году эры Мэйдзи в 1877 году. В нем есть пруд Бентен, розарий и игровой уголок, и он был любим многими жителями. В розарии выращивают около 170 видов и 3000 роз, а «Фестиваль роз» проводится каждый май.

### Спортивные и культурные мероприятия

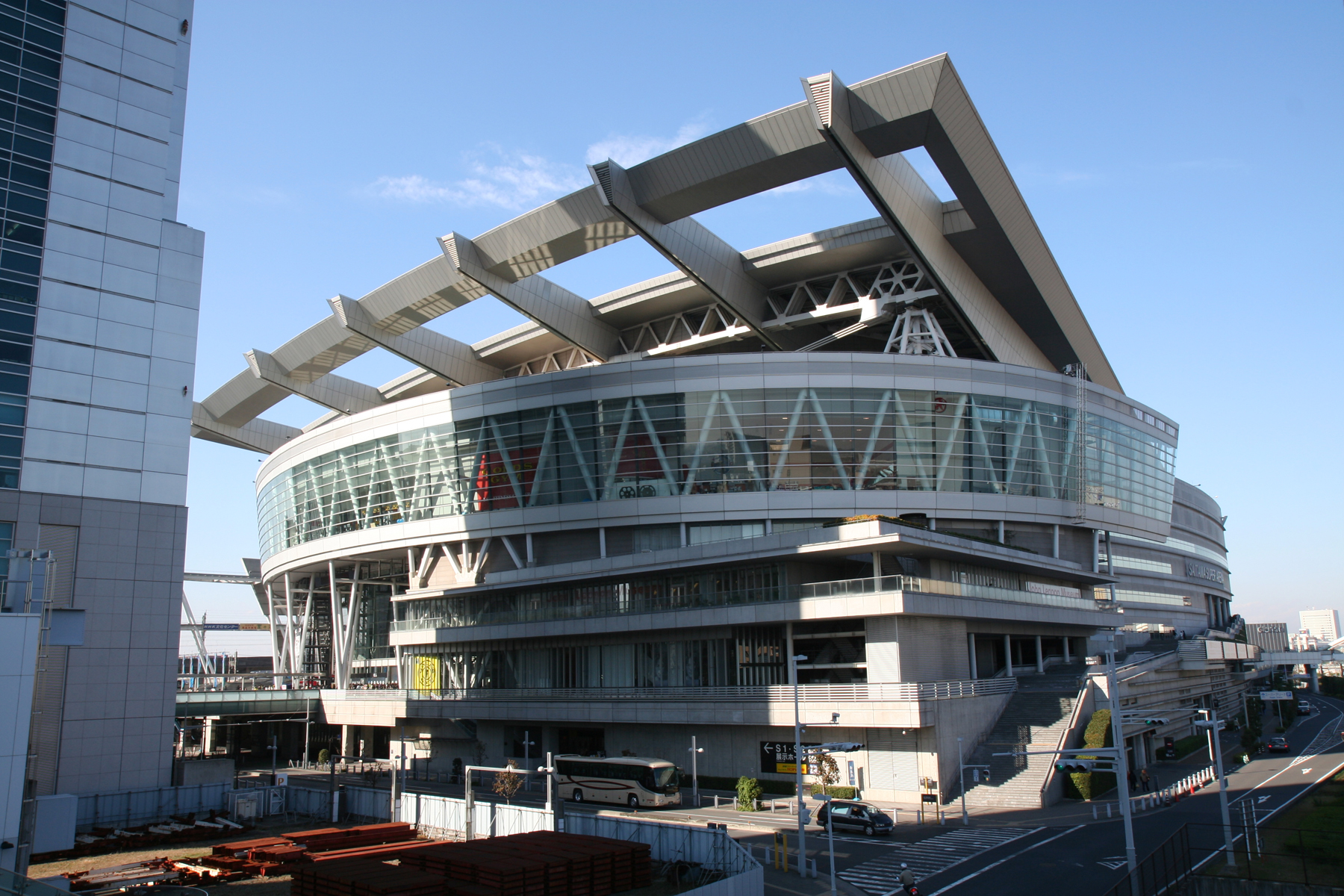
Сайтама Супер Арена

В Тюо-ку (Сайтама) находится Сайтама Супер Арена — большой комплекс, где проводятся концерты и спортивные мероприятия такие, как чемпионаты мира по фигурному катанию и соревнования летней Олимпиады 2020 по баскетболу.